# Théo Ananissoh
Theo Ananissoh (1962) es un escritor togolés que vive en Alemania. Estudió literatura moderna y literatura comparativa en la Universidad de París III: Sorbonne Nouvelle. Enseñó en Francia y Alemania, donde se mudó en 1994.  Entre sus novelas son Lisahoé (2005), Un reptil par habitant (2007), Ténèbres à midi (2010), y L'invitación (2013), el cual se publicó por Éditions Elyzad mientras en Túnez.